# La leggerezza del dovere
La leggerezza del dovere (Simisola) è un romanzo della scrittrice britannica Ruth Rendell, il 16º episodio seriale dell'ispettore capo Wexford.

## Trama
L'ispettore capo Reg Wexford è chiamato ad indagare sull'omicidio di Annette Bystock una riservata, non più giovanissima, quanto "comune", impiegata dell'ufficio assistenza all'occupazione della cittadina di Kingsmarkham, nel Sussex in una afosa estate inglese alla vigilia delle elezioni comunali.
Sullo sfondo del problema della disoccupazione che coinvolge più classi sociali e generazioni, quello che appare un delitto passionale, intrecciandosi con le indagini per la scomparsa di Melanie, la figlia ventenne dei coniugi Akande (colti, benestanti, di colore), avvenuta proprio dopo una visita all'ufficio dove lavorava Annette, si allarga alla tematica della convivenza razziale e i suoi pregiudizi, che sommessamente ma consistentemente acquistano evidenza e spessore agli occhi dell'acuto Wexford che sperimenta proprio su se stesso quanto subdolo sia il pregiudizio al ritrovamento del cadavere di un giovane corpo martoriato appartenuto ad una ragazza di colore. Un crimine insospettato nella contemporanea civile Inghilterra (e non solo): la perdita del rispetto della dignità umana e che accomuna le vittime ai carnefici al tragico compiersi del progetto di inevitabile distruzione.

## Opere derivate
Il romanzo è stato adattato per la televisione, serie Ruth Rendell Mysteries, nona stagione; i tre episodi sono andati in onda tra il 26 gennaio e il 9 febbraio 1996

## Edizioni
- Ruth Rendell, La leggerezza del dovere, traduzione di A.M.Francavilla, collana i Blues, Arnoldo Mondadori Editore, 1995,  pp. 321, cap. 24, ISBN 88-04-40613-5.

- Ruth Rendell, La leggerezza del dovere, collana Il Giallo Mondadori n.2549, Mondadori, 1997.